# Hvalba
Hvalba er en færøsk bygd med 569 indbyggere (2025) på det nordlige Suðuroy. Foruden Hvalba hører Sandvík, bydelen Nes og den ubeboede ø Lítla Dímun til Hvalbiar kommuna, der i 1. januar 2025 havde 637 indbyggere.Kommunens areal er 16.83 km² og dens postnummer er FO 850.
I Hvalba er der landingspladser på begge sider af øen. Der er en mindesten i Hvalba, til minde om folk, som er døde på havet, på Lítla Dímun, i fuglebjergene eller i kulminerne.
Navnet er sammensat af norrønt hvalr, «hval», og bœr, «bø». Oprindelsen genspejles i den danske skrivemåde Kvalbø.
Hvalba er stadig blandt de bygder som er godkendt til Grindadráp, af de færøske myndigheder til at udøve den specielle fangstmetode, som overvåges af Sysselmanden.

## Historie
Hvalba blev sandsynligvis grundlagt i landnamstiden efter år 825, som en af Færøernes ældste bygder.
1629 blev Hvalba og de øvrige bygderne på Suðuroy hærget af af sørøvere. I 1629 blev bygden angrebet af tre nordafrikanske sørøverskibe, sandsynligvis fra Algier, men på vej ud af Hvalbiarfjørður forliste to af dem. I følge sagnet blev resterne af strandingen begravet på stedet kendt som turkargravir, «Tyrkergravene». Det sidste skib bortførte omkring 30 kvinder og et barn, som blev solgt som slaver i Nordafrika.
Præstegården Leirar blev 2 gange plyndret af kapere, medens Jacob Christensen Klinte var præst fra 1656 til 1679.
I Hvalba har man siden 1770’erne brudt kul i minegangene. Særlig fra 1940 til 1945 var Hvalbas kulminer vigtige for Færøernes energiforsyning.
Den færøske fangsttradition Grindadráp, i Hvalba har traditioner helt tilbage til stiden, deraf bygdenavnet.
Den første udnyttelsen af kulforekomsterne ved Hvalba begyndte i 1780. Det første kuld blev eksporteret til Danmark i 1826. I midten af 1950ernee kulminerede udvindingen af kul på Suðuroy med i alt 13.000 ton i Hvalba, Fámjin og Trongisvágur. Kul var en vigtig energikilde på Færørene før og under den 2. verdenskrig.
Landingspladsen på vestkysten hedder Fiskieiði, men kaldes også Hvalbiareiði. Tidligt i det 20. århundrede blev der foretaget et stort anlægsarbejde her, således at landingsforholdene blev bedre.
At Hvalba havde enkel tilgang til fiskestederne på både øst- og vestkysten, gjorde bygden særlig attraktiv fiskerbønderne. Skønt kystfiskeri og fuglefangst var vigtige bierhverv, var husdyrholdet og lidt agerbrug hovederhvervet i flere hundrede år efter landnamstiden.
Med industrialiseringen af fiskeriet i 1800- og 1900-tallet blev Hvalbiarfjørður en vigtig havn for trawlere. Før industrialiseringen havde landbrugsbygder som Sandur og Hvalba været blandt de største på Færøerne. Allerede i 1878 blev Hvalba udskilt fra Suðuroyar prestagjalds kommuna. Naturhavnen og infrastrukturen har gjort Hvalba mindre udsat for fraflytning end flere andre bygder på Suðuroy, som har oplevet et faldende folketal siden 1950erne.
Der var hverken vejforbindelse til Hvalba eller Sandvík før 1963, hvor Færøernes første tunnel blev anlagt mellem Tvøroyri og Hvalba og mellem Hvalba og Sandvík i 1970.
Fra 1960’erne begyndte kulindustrien at miste sin betydning, og indbyggerne måtte derfor søge andre erhverv.
Den 31. juli 2013 indtraf en ulykke nord for Færøerne, da trawleren Gullberg fra Hvalba pludselig begyndte at indtage vand. Mandskabet på otte blev alle reddet ombord på trawleren Sjagaklettur, som lå i nærheden. Ingen mistede livet, men skibet sank i løbet af en time.
På Færøerne findes en gammel myte om døglingen. Lucas Debes fortæller om myten i bogen Færoæ og Færoa Reserata fra 1676. Kate Sanderson genfortæller myten i bogen Dorete - her book, som er en hædersbog til Dorete Bloch, professor. Ifølge myten, så kommer døglingen til Hvalba på Suðuroy på grund af en aftale mellem en kæmpe fra Mykines, som vinder et slagsmål mod, en trold på naboøen, efter at trolden har anfægtet kæmpens ret til at bo på Mykines. Trolden lover at forsyne øen Mykines og kun den med en slags fugl (sulen) og et bestemt slag af en hval, døglingen, hvert år, men på betingelse af, at ingen må lave grin med døglingen, for så kommer den aldrig tilbage. Trolden holden sin del af aftalen, men en mand kommer til at grine af døglingen, fordi den kun havde et øje, og så kom den aldrig tilbage til Mykines, men kommer til Hvalba i stedet.

## Kirken
Hvalbiar kirkja, der blev indviet den 27. oktober 1935, rummer ca. 300 personer. Kirken deler præst med
Sandvíkar kirkja i Sandvík. De søndage hvor der ikke er en præst til stede, afholdes der en lægmandssgudstjeneste.
Kirken er opført i beton under ledelse af Jens Mortensen, Tvøroyri. Taget er lavet af rødmalet bølgebilk og i vestenden er opført samt i nordsiden en ottesidet tagrytter. Koret er femsidet med mindre tilbygninger i hjørnerne op mod skibet. Der er en dør er i vestgavlen og kirken har 5 vinduer i sydsiden samt fire og indgangsdøren i sydsiden. Derudover er der fire vinduer i koret.

## Samfund
Folkeskolen blev bygget i 1973 og ombygget i 1983, med en kapacitet til 150 elever. I skoleåret 2012/2013 havde Hvalbiar skúli 91 elever fra 1. til 9. klasse. Undervisningen for 10. klasse foregår i Tvøroyri, mens gymnasieuddannelsen foregår i Suðuroyar Miðnámsskúli som ligger i den nordlige del af Porkeri Kommune.
Daginstitutionen Brosið i nærheden af skolen har vuggestue med børn 0 – 3 år, børnehave med børn 3 – 7 år og
skolefritidsordning for 1., 2. og 3. klasse.
I nærheden af stranden i Hvalba og i den centrale del af bygden ligger fodboldbanen og idrætshallen Roynhøllin. Det lokale fodboldklub Bóltfelagið Royn blev stiftet i 1923. Roynhøllin var en af de første idrætshaller som blev bygget på Færøerne, det var i begyndelsen af 1970erne.
Sydøst for Hvalba, ligger den eneste færøske kulmine hvor der stadig brydes kul i begrænset omfang. Minen der beskæftiger 4 arbejdere får støtte til den daglige drift af Færøernes landsstyre.

## Trafik
Før tunnelen blev bygget, var Hvalba og Trongisvágur forbundet med en gangsti over Krákugjógv. Stien er i nutiden en populær vandrerute.
Den 2.500 m lange og 4,6 m høje tosporede nye tunnel fra Trongisvágur til Hvalba "Nyggi Hvalbiartunnilin" åbnede i maj 2021 og erstattede den 1.450 m lange og kun 3,2 høje "Gamli Hvalbiartunnilin" fra 1963.
Den ensporede 1.400 m lange Sandvíkstunnilin, der forbinder Hvalba med Sandvík, blev taget i brug i 1970.
Se også: Suðuroyartunnilin

## Erhverv
Fiskeri er bygdens hovederhverv, og Hvalba fik sin første trawler i 1947. I 1980’erne kom yderligere to trawlere, Niels Pauli (1983) og Steintór (1985). I omtrent samme periode blev der også oprettet en fiskefiletfabrik, der skabte mange arbejdspladser.
Hvalba har en forholdsvis stor trawlerflåde. De fleste af dem arbejder sammen to og to, såkaldt partrawling.
Hovedbeskæftigelsen i Hvalba er fiskeri, forædling af fisk og fiskenetproduktion. På østsiden af Hvalba er der en moderne fiskerihavn med fiskeindustri.
Den nye 2,5 km lange og 7 m brede tunnel mellem Hvalba og Trongisvágur " "Nýggi Hvalbiartunnilin" åbnede i 2021. I projekteringen har man taget højde for en undersøisk tunnel til Suðuroy, som vil medføre at al trafik til øen vil gå igennem tunnelen.
I nutiden drives markerne som fritidslandbrug med græs til fårene og kartoffelavl, der på de store arealer med sandjord har ideelle betingelser. Der er fodboldstadion, sportshal (Roynhøllin), to købmænd, tøjforretning, frisør og en grillbar i Hvalba. Bygden er kendt for at være en af de bedste hvalfangstpladser for grindehvaler på Færøerne.
Der findes kun færøske kulminer på den nordlige del af Suðuroy, Færøernes sydligste ø. Kun det nordlige og det sydlige kulfelt har været gjort til genstand for rationel brydning. Det kulførende areal dækker et areal på ca. 23 km². Hele serien af skiferler og kul måler ca. 10 m og indeholder to kulbånd med en samlet gennemsnitstykkelse på ca. 0,75 m. Den kulførende serie er af gennemgående dale opdelt i 4 kulfelter: Kulreserven er på ca. 10 millioner tons. Sydvest for Hvalba er 4-5 mænd i nutiden beskæftiget i den sidste igangværende kulmine, og leverer kun kul til lokalt brug med offentlig støtte.

## Geografi
Bygden ligger på en smal strimmel land (eiði), hvorfra der er adgang til havet fra både øst- og vestsiden. Den er omkranset af fire fjelde: Grímsfjall på 327 m mod vest, Skálafjall på 374 m mod nord, Prestfjall på 471 m mod sydvest og det 514 m høje Hvalbiarfjall mod sydøst.
Hvalba er den næst nordligste bygd på Suðuroy, og beliggenheden inde i Hvalbiarfjørður danner en naturlig havn. Bebyggelsen i Hvalba ligger forholdsvis spredt, i forhold til mange andre bygder på Færøerne, og for det meste langs den nordlige side af fjorden. Bydelen Nes, eller Nes-Hvalba, mod syd regnes som en del af Hvalba. Nes er adskilt fra resten af Hvalba med et vådområde og udløber af åen Fleksá. I nærheden af bygden er der placeret en radiosender for Kringvarp Føroya.
Landingspladsen Fiskieiði bliver i nutiden kun benyttet af fritidsbåde.
Nord for Fiskieiði, ligger Norðbergseiði, som tidligere blev benyttet som losseplads, men er nu et udflugtsmål. Klippen Eidene ved Norðbergseiði fremstår som et kulturhistorisk minde og seværdighed i bygden. På Norðbergseiðis sydsiden ses resterne af et stort fjeldskred.
Den ubeboede ø Lítla Dímun bruges til sommergræsning for ca. 300 får. Øen er kendt for sit gode græs og fårene for deres gode kødkvalitet. Ejerne, dvs. fåreavlerne i Hvalba og Sandvík kommer jævnligt til øen, og der er 3 hytter, hvor de besøgende kan gå i læ eller overnatte. Der er kun mulighed for opstigning et enkelt sted. Højeste punkt på øen er Rávan 414 meter over havet.
I 1970 blev den 1.400 m lange Sandvíkartunnilin mellem Hvalba og Sandvík i nord indviet.

## Turisme
Hvalba har to udsigtspunkter med udsigt over øens forrevne vestkyst. Lige syd for bygden ligger Hvalbiareiði.
Nord for landsbyen ligger Norðbergseiði. Der er vejadgang til begge steder.
Sandstranden er velegnet til en gåtur med t udsigt over bugten og med øen Lítla Dímun som baggrund.
Campingpladsen i Hvalba ved søen ”Heygsvatn”, har plads til ca. 12 campister med adgang til el og brusefaciliteter. Der er en legeplads for børn samme sted.

## Galleri
- Fåreidyl ved Hvalba
- Hvalbiareiði med Grímsfjall i baggrunden.
- Bylingen Nes, syd for Hvalba
- Hoved af Nordlig døgling ved bylingen Nes. Døglinger strander ofte der
- Den næstsidste af de færøske kulminer sydøst for Hvalba